# Geogarypidae
Geogarypidae (лат.) — семейство псевдоскорпионов из подотряда Iocheirata.
Более 60 видов во всех регионах мира.

## Описание
Мелкие псевдоскорпионы, длина 1—2 мм. Geogarypidae отличаются от близкого семейства Garypidae следующими состояниями признаков: тазик IV незначительно шире тазика I; анальная пластинка субтерминальная, без бокового ободка, не отчётливо овальная; хелицеральный жгутик из 1 маленькой шиповатой лопасти; имеются дыхальцевые стигматические завитки. Другие важные признаки: карапакс субтреугольный, 4 глаза на глазных бугорках, расположенных на 1/3 длины карапакса от переднего края; ядовитый аппарат присутствует в обоих пальцах хелицер; и ноги обычно диплотарсатны.
Виды рода Geogarypus были зарегистрированы во многих регионах мира. Afrogarypus был обнаружен в Африке и на различных прибрежных островах, в то время как Indogarypus (как определено Харви в 1986 году) ограничивается Индией и Шри-Ланкой. Geogarypidae встречаются в опавших листьях, под корой и под камнями.

## Классификация
Включает более 60 видов. Таксон был впервые выделен в 1930 году Чемберлином (1930) в качестве подсемейства Geogarypinae в составе Garypidae для рода Geogarypus. Статус таксона был повышен до отдельного семейства Харви в 1986 году (Harvey, 1986) и включал три рода, Geogarypus, Afrogarypus и Indogarypus. Последние два таксона ранее рассматривались подродами в составе Geogarypus, но получили родовой статус в 1986 году.
- Afrogarypus Beier, 1931
- Geogarypus Chamberlin, 1930[4][7][8]
- Indogarypus Beier, 1957. Род был сведён Новаком и Харви в синоним к Geogarypus в 2019 году[9].